# 梁思敏
梁思敏（英語：Ivy Leung Sze Man，1969年2月22日—），香港前三级女星，中學畢業，1992年曾經參選香港小姐競選。

## 選美經歷
1992年，22歲的梁思敏以保險從業員的身份參選該年的香港小姐競選，參選期間被傳媒封為三甲熱門佳麗。梁思敏於凖決賽奪得第二名而順利進入決賽12強，決賽更成功晉身前五名但是最後三甲不入。根據傳媒之後的報道，梁思敏是該年的第四名。

## 演藝經歷
落選之後，志願是成為出色演員的梁思敏迅速做出決定接拍三级片，她當時聲稱雖然選完港姐後陸續有接到非三级的電影片約，但是為了在男星當道的電影圈突圍而決定做露點演出。梁思敏的首部電影《情不自禁II之霎時衝動》由查傳誼執導，但是票房未見突出，只有約港幣三百七十六萬。